# Judy Guinness
Heather Seymour Guinness –conocida como Judy Guinness– (14 de agosto de 1910-24 de octubre de 1952) fue una deportista británica que compitió en esgrima, especialista en la modalidad de florete.
Participó en dos Juegos Olímpicos de Verano en los años 1932 y 1936, obteniendo una medalla de plata en Los Ángeles 1932 en la prueba individual. Ganó dos medallas en el Campeonato Mundial de Esgrima en los años 1933 y 1934.

## Palmarés internacional
| Juegos Olímpicos   | Juegos Olímpicos             | Juegos Olímpicos  | Juegos Olímpicos    |
| Año                | Lugar                        | Medalla           | Prueba              |
| ------------------ | ---------------------------- | ----------------- | ------------------- |
| 1932               | Los Ángeles (Estados Unidos) | Medalla de plata  | Florete individual  |
| Campeonato Mundial |                              |                   |                     |
| Año                | Lugar                        | Medalla           | Prueba              |
| 1933               | Budapest (Hungría)           | Medalla de plata  | Florete por equipos |
| 1934               | Varsovia (Polonia)           | Medalla de bronce | Florete por equipos |